# 埃德温·阿伯特·阿伯特
埃德温·阿伯特·阿伯特 FBA（1838年12月20日—1926年10月12日）是一位英国中学校长、神学家和圣公会牧师，《平面国》作者。

## 生平
他出生于伦敦，曾在伦敦市学校和剑桥大学圣约翰学院读书，学习古典学、数学和神学，并成为了圣约翰学院Fellow。1861年，他获得第一届史密斯獎。1862年他接成为伯明翰爱德华国王学校（King Edward's School）校长、1865年成为伦敦市学校校长，当时年仅26岁。他曾是H·H·阿斯奎斯的老师。他于1889年退休，之后致力于文学和神学研究。